# Moczary (district Bieszczadzki)
Moczary is een plaats in het Poolse district  Bieszczadzki, woiwodschap Subkarpaten. De plaats maakt deel uit van de gemeente Ustrzyki Dolne en telt 300 inwoners.